# Roy J. Bostock
Roy J. Bostock es el presidente de la Junta de Yahoo! Inc., desde enero de 2008. También es miembro de la junta directiva de Morgan Stanley y Delta Air Lines. De 2000 a 2001 se desempeñó como presidente de la firma de publicidad Grupo BCom3, Inc.

## Carrera
El 6 de septiembre de 2011 Bostock despedido Carol Bartz como CEO de Yahoo mediante la lectura de una carta legal para ella y por teléfono.